# 蜀南竹海

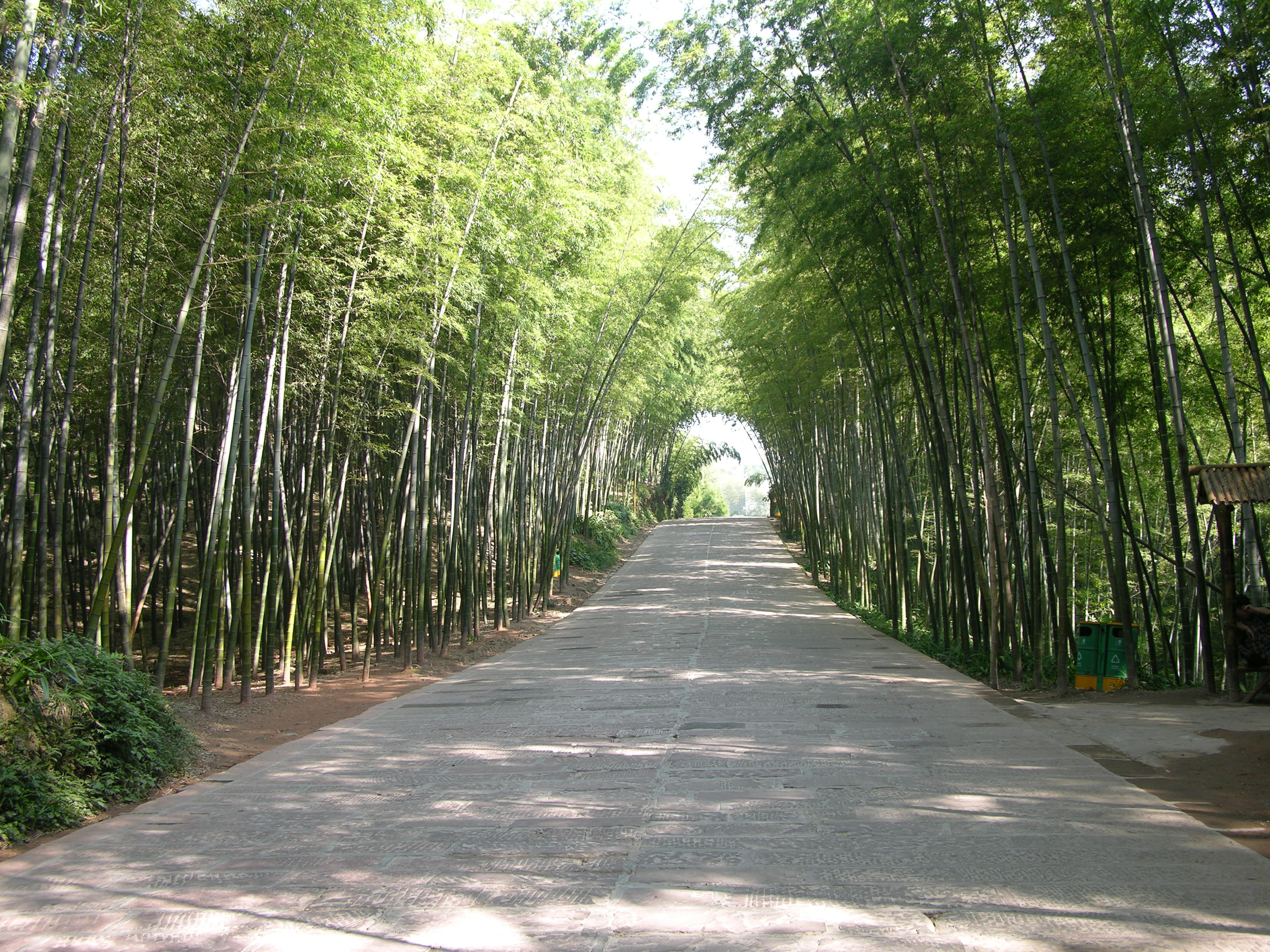
蜀南竹海翡翠长廊

蜀南竹海是四川南部地区的旅游胜地，位于宜宾市长宁、江安两县，是极少数以竹类资源著称的旅游景点。
蜀南竹海观光景区面积约120平方公里，其中林区约46平方公里，所处山区及丘陵位于北纬28.5度附近，海拔高度约在600到1000米之间，原生竹子种类约60种，后又陆续引种了300多种其它竹子，以楠竹面积最大。其它还有斑竹、水竹、毛竹、人面竹、琴丝竹、慈竹、绵竹、花竹、凹竹等等。
蜀南竹海：国家AAAA级旅游景区，国家级风景名胜区，中国旅游目的地四十佳，中国生物圈保护区，中国最美十大森林，最具特色中国十大风景名胜区，“绿色环球21”认证。
蜀南竹海位于四川南部的宜宾市境内，幅员面积120平方公里，核心景区45平方公里，共有八大主景区，两大序景区134处景点。由27条峻岭，500多座峰峦组成，景区内共有竹子400余种，7万余亩，楠竹枝叠根连，葱绿俊秀，浩瀚壮观。
蜀南竹海是世界上集中面积最大的天然竹林景区，独特的地理位置，造就了“云山竹海，天上人间”。是世界罕见、中国唯一的集竹景、山水、湖泊、瀑布、古庙于一体，同时兼有历史悠久的人文景观的竹文化、竹生态休闲度假旅游目的地。蜀南竹海的植被覆盖率达92.4%，景区内绿色怡人、空气清新，是一座天然的绿色大氧吧。更是川南地区著名的影视基地,《卧虎藏龙》、《大人物》、《大酒商》、《风云2》、《爱到春潮滚滚来》、《勇士》、浙江卫视《24小时》真人秀栏目等诸多影视作品和综艺节目都将蜀南竹海作为了外景拍摄地点。
蜀南竹海，四季皆宜：春日，新笋遍地，生意盎然；盛夏，嫩竹泻翠，林荫蔽日，瀑飞泉涌，气候爽人；金秋，翠竹摇风，绿竹林中，红叶点点；隆冬，林寒涧肃，青枝白雪，相映成趣。

## 蜀南竹海景区的特点
- 竹海连绵，品种繁多
- 空气清新，冬暖夏凉
- 雨后听笋，回归天然

## 蜀南竹海景区获得的称号
- 1988年，中国国家风景名胜区
- 1991年，中国旅游胜地四十佳
- 1999年，中国生物圈保护区
- 2001年，国家首批AAAA级旅游区
- 2005年，中国最美的十大森林
- 2007年，最具特色的中国十大风景名胜区

28°25′54″N 105°02′03″E / 28.43167°N 105.03417°E